# Gabriela Mărginean
Gabriela Mărginean, née le 12 février 1987 à Cluj-Napoca (Roumanie), est une joueuse roumaine de basket-ball.

## Biographie
Ses 2581 points inscrits avec Drexel sont le record de la Colonial Athletic Association,. Ses 125 rencontres avec les Dragons de Drexel lui donnent des statistiques moyennes de 20,6 points et 7,6 rebonds.
Draftée en 26e position par le Lynx du Minnesota lors de la draft 2010, elle est remplacée en mai par Rebekkah Brunson. Après Florina Pașcalău au Storm de Seattle en 2008, elle est la seconde joueuse roumaine de WNBA.
Au Panathinaikos Athènes, elle réussit 17,3 points, 7,6 rebonds, 2,2 interceptions et 1,5 passe décisive. Eurobasket.com la nomme All-Greek League Bosman Player of the Year.
Elle joue la saison 2011-2012 en France à Arras Pays d'Artois inscrivant en moyenne 12,3 points et 3,6 rebonds. Elle remporte la Coupe de France 58-64 to face à Bourges. Ses 11 points et 6 rebonds en 35 minutes qualifient Arras pour l'Euroligue 2012-2013 En Eurocoupe, elle réussit 16,9 points et 4,8 rebonds en dix rencontres .
En juillet 2012, elle rejoint les champions de Roumanie CSM Târgoviște, qualifiés pour l'Euroligue, avec lequel elle remporte la Coupe de Roumanie 2013.
En 2013-2014, elle joue pour le club turc d'Istanbul University BGD pour des moyennes de 10,9 points et 2,0 rebonds en Eurocoupe mais ne dispute que trois rencontres de championnat en raison de restrictions sur l'emploi des joueuses étrangères. En octobre 2014, elle signe pour un autre club turc Abdullah Gül Üniversitesi.
Au printemps 2020, elle signe son retour en France en s'engageant avec Landerneau.

### Équipe nationale
Aux qualifications pour l'Euro 2013, elle mène son équipe avec 19,6 points, mais la Roumanie ne se qualifie pas.

## Statistiques NCAA
| Season | GP  | FG-FGA   | Pct  | 3FG-FGA | Pct  | FT-FTA  | Pct  | Reb Avg | A  | Blk | Stl | Pts Avg |
| ------ | --- | -------- | ---- | ------- | ---- | ------- | ---- | ------- | -- | --- | --- | ------- |
| 2010   | 31  | 255-530  | .481 | 39-98   | .398 | 178-200 | .890 | 7.7     | 60 | 5   | 60  | 23.5    |
| 2009   | 33  | 252-529  | .476 | 22-63   | .349 | 243-271 | .897 | 7.3     | 29 | 2   | 52  | 23.3    |
| 2008   | 30  | 213-428  | .498 | 26-75   | .347 | 118-129 | .915 | 7.1     | 50 | 3   | 53  | 19.0    |
| 2007   | 31  | 184-434  | .424 | 2-13    | .154 | 145-169 | .858 | 8.2     | 33 | 4   | 38  | 16.6    |
| Totals | 125 | 904-1921 | .471 | 89-249  | .357 | FT-FTA  | Pct  | Reb Avg | A  | Blk | Stl | 20.6    |

## Distinctions personnelles
- 2010 All-CAA First Team[14]
- 2009 PSWA Outstanding Amateur Athlete
- 2009 CAA Player of the Year[14]
- 2009 All-CAA First Team[15]
- 2009 Dean Ehlers Leadership Award[15]
- 2009 CAA Tournament MVP[16]
- 2009 University of Colorado Coors Classic All-Tournament Team[17]
- 2009 CAA Preseason Player of the Year[14]
- 2008 All-CAA First Team[15]
- 2007 All-CAA Third Team[15]
- 2007 CAA Rookie of the Year[18]

## Clubs
| Saisons   | Équipe                             | Pays       |
| 2006-2010 | Université Drexel                  | États-Unis |
| 2010      | Lynx du Minnesota                  | États-Unis |
| 2010-2011 | Panathinaïkós Athènes              | Grèce      |
| 2010-2012 | Arras Pays d'Artois Basket Féminin | France     |
| 2012-2013 | CSM Târgoviște                     | Roumanie   |
| 2013-2014 | Istanbul University BGD            | Turquie    |
| 2014-2015 | Abdullah Gül Üniversitesi          | Turquie    |
| 2015-2017 | CB Avenida Salamanque              | Espagne    |
| 2017-2018 | Kayseri Kaski                      | Turquie    |
| 2018-2019 | Adana ASKI                         | Turquie    |
| 2019-2020 | Çukurova BK Mersin                 | Turquie    |
| 2020-2021 | Landerneau Bretagne Basket         | France     |
| 2021-2022 | İzmit Belediyespor                 | Turquie    |
| 2022-2023 | Basket 25 Bydgoszcz                | Pologne    |
| 2023-2024 | CSM Constanța                      | Roumanie   |